# Codecademy
Codecademy — интерактивная онлайн-платформа по обучению 12 языкам программирования: Python, PHP, JavaScript, Ruby, Java и др., а также работе с библиотекой jQuery и языкам разметки и оформления веб-страницы HTML и CSS. Кроме того, вы можете проходить полноценные программы по изучению какой-либо специальности: Data Science, Computer Science, Full-Stack инженер, Front-End и Back-End разработчик. В конце вы получите сертификат. Такие программы состоят из различных курсов, которые позволят начать вам полноценно узнать определённую тему. Вариант такого обучения доступен по ежемесячной подписке стоимостью $20 в месяц. По состоянию на январь 2014 года, 24 миллиона пользователей выполнили свыше 100 миллионов упражнений. Codecademy получила множество положительных отзывов от многих блогов и сайтов, в частности New York Times и TechCrunch.
Каждый пользователь имеет собственный профиль. Для мотивации пользователей существует система поощрительных достижений за выполнение упражнений, индикатор прогресса курса, который могут видеть другие пользователи сайта. Также доступны словари HTML и CSS в границах одного курса. Сайт позволяет каждому создать и публиковать новые курсы, используя Course Creator.
На Codecademy также существует форум, где новички и опытные веб-разработчики могут общаться и помогать друг другу. Для некоторых курсов существуют «песочницы», в которых пользователи могут тестировать свои программные коды.
Приняв участие в Computer Science Education Week в декабре 2013 года, Codecademy запустила своё первое iOS-приложение «Hour of Code» (рус. Час кода). Приложение фокусируется на основах программирования и разработано для людей, которые хотят учиться программированию в игровой форме.

## История
Codecademy была создана в августе 2011 года Заком Симсом и Райяном Бубински. Чтобы сфокусироваться на проекте, оба бросили Колумбийский университет. За 2 раунда инвестиций (в октябре 2011 и июне 2012) компания получила $12,5 млн. Сумма полученных инвестиций в третьем раунде не разглашается.

## Code Year
Code Year (рус. Год кода) — это бесплатная интерактивная программа для всех желающих научиться программированию. Она предусматривала публикацию новых курсов каждую неделю. В 2012 году участие в программе приняли более 450 тыс. людей, поэтому Codecademy продолжила её.